# Strada nazionale 4 (Marocco)
La strada nazionale 4 (N 4) in Marocco è una strada che collega Fès a Kenitra.